# Towaroznawstwo
Towaroznawstwo – nauka zajmująca się badaniem i oceną właściwości użytkowych towarów oraz czynników wpływających na jakość. Szerzej to nauka o właściwościach towarów, metodach ich badania i oceny, czynnikach, zjawiskach i procesach rzutujących na jakość i wartość użytkową, o właściwym ukształtowaniu jakości wyrobów w sferach: przedprodukcyjnej, produkcyjnej i poprodukcyjnej.
Jako kierunek studiów towaroznawstwo oferuje zdobywanie zarówno wiedzy ekonomicznej, jak i laboratoryjnej, chemicznej, technicznej i przyrodniczej.

## Dyscyplina naukowa
Towaroznawstwo jest jedną z czterech dyscyplin nauk ekonomicznych (obok ekonomii, finansów i nauk o zarządzaniu). Od kilku lat występuje spór pomiędzy przedstawicielami nauk ekonomicznych oraz przedstawicielami nauk rolniczych o klasyfikację towaroznawstwa do jednej z tych dwóch dziedzin nauki. Obecny stan klasyfikacji towaroznawstwa do nauk ekonomicznych istniał od początku istnienia dyscypliny ‘towaroznawstwo’, a kierunki te przed II wojną światową powstawały wyłącznie na uczelniach ekonomicznych.

## Kierunek: Towaroznawstwo
Wydziały uczelni w Polsce, które kształcą studentów na kierunku „Towaroznawstwo”:
- uczelnie ekonomiczne
  - Wydział Towaroznawstwa Uniwersytetu Ekonomicznego w Krakowie
  - Wydział Towaroznawstwa Uniwersytetu Ekonomicznego w Poznaniu
- wydziały o charakterze ekonomicznym na pozostałych uczelniach:
  - Wydział Ekonomiczny Uniwersytetu Technologiczno-Humanistycznego im. Kazimierza Pułaskiego w Radomiu
  - Wydział Zarządzania i Nauk o Jakości Uniwersytetu Morskiego w Gdyni
  - Wydział Zarządzania – Politechniki Rzeszowskiej
- wydziały o profilu pozaekonomicznym na pozostałych uczelniach
  - Wydział Technologii Żywności Uniwersytet Rolniczy im. Hugona Kołłątaja w Krakowie
  - Wydział Nauk o Żywności Uniwersytetu Przyrodniczego we Wrocławiu
  - Wydział Nauk o Żywności i Żywieniu Uniwersytetu Przyrodniczego w Poznaniu
  - Kolegium Towaroznawstwa Politechnika Łódzka
  - Wydział Nauk o Żywności i Rybactwa Zachodniopomorskiego Uniwersytetu Technologicznego w Szczecinie
  - Wydział Nauki o Żywności Uniwersytetu Warmińsko-Mazurskiego w Olsztynie
  - Wydział Agrobioinżynierii Uniwersytetu Przyrodniczego w Lublinie
  - Wydział Nauk o Żywności – Szkoła Główna Gospodarstwa Wiejskiego w Warszawie
  - Wydział Technologii i Inżynierii Chemicznej – Zachodniopomorski Uniwersytet Technologiczny w Szczecinie
  - Instytut Gospodarki i Polityki Społecznej – Państwowa Wyższa Szkoła Zawodowa im. Stanisława Pigonia w Krośnie